# Asandalum brentanum
Asandalum brentanum är en mångfotingart som beskrevs av Karl Wilhelm Verhoeff. Asandalum brentanum ingår i släktet Asandalum och familjen knöldubbelfotingar. Utöver nominatformen finns också underarten A. b. orientale.